# ヒラー山

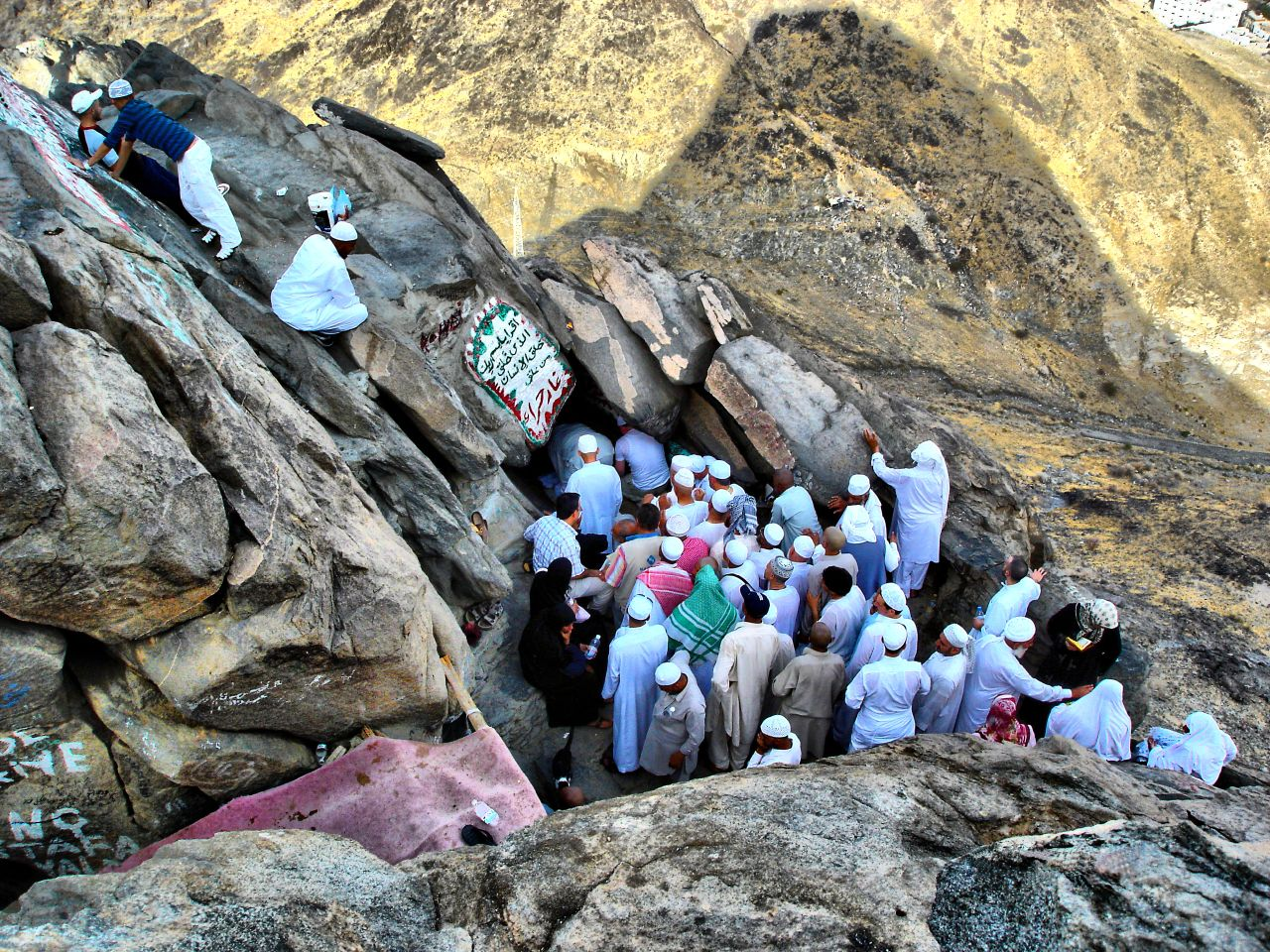
ムハンマドが初めて神の啓示をうけたヒラー山の洞窟

ヒラー山（ヒラーさん）またはヒラーの洞窟（ヒラーのどうくつ）（英語: Hira、アラビア語: حراء）とは、サウジアラビアのマッカ（メッカ）の郊外、北東約5キロメートルの地点にそびえる岩山。頂上の南西側にある洞窟は、預言者ムハンマド・イブン＝アブドゥッラーフ（ムハンマド、マホメット）に対し、神による最初の啓示が下されたところとして知られる。

## 力の夜
ムハンマドの言行録『ハディース』によれば、アラビア半島の商業都市マッカでクライシュ族のハーシム家に生まれたムハンマドは、父を誕生前に、6歳のころ母も失い、祖父アブドゥルムッタリブ、つづいて叔父アブー＝ターリブの庇護のもと成長した。成長後は他の一族の者たちと同様に商人となってシリアへの隊商交易に従事した。25歳の頃、クライシュ族出身の富裕な女商人ハディージャ・ビント・フワイリドにその温和で誠実な人柄を認められ、15歳年長の未亡人であり彼の雇い主でもあった彼女と結婚した。ムハンマドはハディージャとの間に2男4女をもうけたが、男子は2人とも夭逝したという。
結婚後のムハンマドはマッカの商人として不自由のない生活を送り、暇があるとマッカ郊外のヒラー山に登り何日も洞窟にこもって瞑想した。ラマダーン月（第9月）27日（西暦610年8月19日）、40歳を越えたムハンマドがヒラー山で瞑想にふけっていると、何者かによって身体が締め付けられ、「読め」と命じられる体験をする。ムハンマドは「読めない」と3度答えるが、そのたびに身体に天使が覆いかぶさり息苦しくなると放して「読め」と命じる。それは、大天使ジブリール（ガブリエル）がムハンマドに唯一神（アッラーフ）の啓示を「読め」と命じたもの（クルアーン第96「凝結章」1節-5節）だった。
ムハンマドは困惑し、何かに取り憑かれたのではないかという恐怖に駆られたが、ハディージャによって長衣に包まれて恐怖が鎮まると、洞窟でのできごとをハディージャに話した。ハディージャはムハンマドを励まし、彼女の従兄弟でネストリウス派のキリスト教修道僧だったワラカ・イブン・ナウファルに相談したところ、ナウファルは、ムハンマドのように神の声を聞いた者は、昔から何人かおり、イブラーヒーム（アブラハム）、ヌーフ（ノア）、ムーサー（モーセ）、イーサー（イエス）など「預言者」と呼ばれる人びとは、同様の経験をしたことを教える。盲目であったナウファルはまた、ムハンマドのような体験をした者で周囲に敵対されなかった者はいないと告げた。その後、ナウファルは亡くなり、しばらく啓示も途切れたが、再び神の啓示は次々とムハンマドに下された。
こうして預言者としての自覚に目覚めたムハンマドは、ハディージャや従兄弟のアリー・イブン・アビー＝ターリブ（養父アブー＝ターリブの子でのちの第4代正統カリフ）など近親の者たち、友人のアブー＝バクル（のちの初代正統カリフ）などに、彼に下った啓示の教えを説いた。イスラム教のはじまりである。
ムハンマドがヒラーの洞窟で初めて啓示を受けた夜のことを、イスラーム教では「力の夜」（みいつの夜、ライラトゥ・ル・カドル）と呼んでいる。クルアーンには、「力の夜（みいつの夜）は、千月よりも優る」（第97「みいつ章」3節）と記されている。

## ヒラー山の巡礼
啓示を受けた洞窟の岩盤にその旨が記載されている。また、ヒラー山はムスリムの巡礼者がきそって訪れる場所であるが、山の入口には、「この山は本来は神聖視されるべきものではない」という断りが記されている。